# Sybille Bedford
Sybille Bedford [nacida Sybille Aleid Elsa von Schoenebeck] (Charlottenburg, 16 de marzo de 1911-Londres, 17 de febrero de 2006) fue una escritora y periodista alemana, nacionalizada británica después de la Segunda Guerra Mundial, que escribió su obra literaria en inglés. Fue conocida en especial por su biografía del escritor, Aldous Huxley.

## Biografía
Sybille Bedford fue hija del aristócrata barón alemán Maximilian Josef von Schoenebeck (1853-1925), retirado oficial del ejército, coleccionista de arte y católico, y su esposa, Elisabeth Bernhardt (1888-1937), alemana de origen judío. Divorciados cuando era una niña, se quedó con su padre en Alemania pero al morir este cuando ella tenía catorce años, se fue a vivir con su madre a Italia. A partir de entonces fueron habituales sus estancias en Inglaterra y los viajes a Italia, hasta que con el ascenso del fascismo en esta última y el nazismo en Alemania, la familia se instaló en Francia, en la localidad de Sanary-sur-Mer. Allí tuvo la oportunidad de conocer a otros intelectuales que serían referentes en el siglo XX, como Thomas Mann, exiliado con su familia, Bertolt Brecht, René Schickel y Aldous Huxley, entre otros. Con Thomas Mann y Huxley trabó amistad, pero fue este último y su esposa quienes más la impresionaron, y Aldous quien la condujo por el mundo de la literatura y se convirtió en «su mentor y modelo intelectual», según sus propias palabras. En 1934 escribió para la revista de exiliados alemanes editada por Mann, Die Sammlung, una recensión literaria en la que criticaba fuertemente al régimen nazi, para ella, un ejemplo de «hasta qué profundidades pueden llevar la pasión sin la inhibición [resultado] de la inteligencia y con el aliento de la estupidez sin fondo». Poco después se cancelaron todas sus cuentas bancarias en Alemania y tuvo que sobrevivir con la ayuda de sus amigos dando clases de lengua. En 1934 se casó por conveniencia con Walter Bedford, que era homosexual, y consiguió la nacionalidad británica. El matrimonio acabó en divorcio poco después, pero Bedford mantuvo el apellido y publicó toda su obra posterior bajo el nombre de «Sybille Bedford». Cuando estalló la Segunda Guerra Mundial y la amenaza nazi sobre Francia, emigró desde Génova a Estados Unidos con la ayuda de Huxley, estableciendo su residencia en California. Trabajó como traductora y secretaria; allí se enamoró de Evelyn W. Gendel, que abandonó a su marido por Bedford y se dedicó posteriormente a la escritura y la edición. Al finalizar el conflicto, regresó al Reino Unido, donde se estableció definitivamente. Bedford, que era lesbiana, comenzó su relación con Eda Lord en 1955; ambas se mantuvieron unidas hasta la muerte de Lord en 1976.
En Gran Bretaña se dedicó de lleno a la literatura y su primer libro de viajes novelado, A visit to Don Otavio, se convirtió en 1953 en un éxito literario. Después siguió una novela que, en realidad, fue el primer libro de su autobiografía, A legacy, un best seller en el mundo anglosajón; a este le siguieron otro tres que terminaron por completar su recorrido vital: A favourite of the gods (1963), A compass error (1968) y Jigsaw: an unsentimental education (1989). Con esta última obra fue candidata al prestigioso Boker Prize. No obstante, fuera del ámbito británico y estadounidense, se le ha reconocido en especial por su biografía de Aldous Hugley publicada en 1973-1974 en dos volúmenes con el título, Aldous Huxley: A biography. Bedford comenzó a trabajar en el texto al conocer la muerte de Huxley diez años antes. La obra representa el primer estudio y uno de los más completos de la personalidad y vida del autor estadounidense.

## Obra
- The Sudden View: a Mexican Journey, 1953 – un diario de viaje. Republicó William Collins en 1960 como A Visit to Don Otavio: a Traveller's Tale from Mexico, luego otra vez republicado, como A Visit to Don Otavio: a Mexican Odyssey, por Eland en 1982.

- A Legacy, 1956 – su primera novela, inspirada por los primeros años de la autora y el medio en el que creció. Con ingenio y perspicacia, la novela traza los mundos superpuestos del aristócrata alemán refinado e inactivo Julius von Felden y la rica familia judía de Merz con la que se casa. La novela está ambientada en Europa (sur de Francia, París, España, Berlín y el campo alemán) a principios del siglo XX.

- The Best We Can Do: (The Trial of Dr Adams), 1958 – novela del juicio por asesinatos del sospechoso  asesino en serie John Bodkin Adams.

- The Faces of Justice: A Traveller's report, 1961 – una descripción de los sistemas legales de Inglaterra, Alemania, Suiza y Francia.

- A Favourite of the Gods, 1963 – novela sobre una heredera estadounidense que se casa con un príncipe romano.

- A Compass Error, 1968 – una secuela de lo anterior, que describe los amores de la nieta del protagonista de esa obra.

- Aldous Huxley: A biography, 1973 – biografía autorizada.

- Jigsaw: An Unsentimental Education, 1989 – seguimiento de A Legacy, inspirado en las experiencias de la autora viviendo en Italia y Francia con su madre.

- As It Was: Pleasures, Landscapes and Justice, 1990 – colección de piezas de revistas sobre varios juicios, incluida la censura de Lady Chatterley's Lover, el juicio de Jack Ruby, y el juicio de Auschwitz, así como piezas sobre comida y viajes.

- Pleasures and Landscapes: A Traveller's Tales from Europe – reedición de lo anterior, eliminando las escrituras legales, e incluyendo dos ensayos de viaje adicionales.

- Quicksands: A Memoir, 2005 – memoria de la vida de la autora, desde su infancia en Berlín hasta sus experiencias en la Europa de la posguerra.

## Honores
Sybille Bedford fue miembro de la Royal Society of Literature, del Pen Club inglés y recibió la Orden del Imperio Británico en 1984.